# Janusz Kulig
Pour les articles homonymes, voir Kulig.
Janusz Kulig, né le 19 octobre 1969 à Łapanów et décédé le 13 février 2004 à Rzezawa, était un pilote  de rallye polonais.

## Biographie
Il a commencé sa carrière automobile au volant d'une Fiat 126.
En 1997, il remporte le Championnat de Pologne des rallyes sur Renault Maxi Megane Kit Car (préparée par Willy Plas), puis récidive de nouveau en 2000, et en 2001.
Il dispute également le Championnat d'Europe, et finit même vice-champion d'Europe des rallyes en 2002, derrière Renato Travaglia. Durant cette saison -sa plus accomplie- il obtient trois victoires en ERC, deux 2e places (Bulgarie et Antibes), ainsi que deux 3e places (Elpa (Grèce) et Tchéquie).
Janusz Kulig décède brutalement le 13 février 2004 à Rzezawa, après une collision avec un train sur un passage à niveau.

## Palmarès

### Titres
- 2002 : Vice-champion d'Europe des rallyes (7 podiums);
- 2001 : Coupe FIA d'Europe du Nord des rallyes;
- 2001 : Champion de Slovaquie des rallyes;
- 2001 : Champion de Pologne des rallyes;
- 2000 : Champion de Pologne des rallyes;
- 1999 : Coupe FIA d'Europe Centrale des rallyes;
  - 1999 : Vice-champion de Pologne des rallyes;
- 1998 : Coupe FIA d'Europe Centrale des rallyes;
- 1998 : Champion de Pologne Formule 2 des rallyes;
  - 1998 : Vice-champion de Pologne des rallyes;
- 1997 : Champion de Pologne des rallyes;
- 1997 : Champion de Pologne Formule 2 des rallyes.

### 12 victoires en championnat d'Europe
- Rallye Wisły: 1998 et 2001;
- Rallye Velenje: 1998;
- Rallye Karkonoski: 1998, 1999 et 2000;
- Rallye de Tchéquie: 1999;
- Rallye de Košice: 2001;
- Rallye de Varsovie: 2001;
- Rallye du Bosphore: 2002;
- Rallye de Pologne: 2002;
- Rallye du Valais: 2002.